# Via da Las Vegas (romanzo)
Via da Las Vegas (titolo originale Leaving Las Vegas) è il primo romanzo dello scrittore statunitense John O'Brien, trasformato nel 1995 nell'omonimo film.

## Trama
Ben, un giovane alcolizzato di Los Angeles decide di lasciarsi distruggere e si getta nelle strade di Las Vegas vivendo in uno stato di profonda abiezione. L'incontro con una prostituta suscita in lui delle nuove emozioni ma il suo destino corre veloce verso l'autodistruzione.